# Заклинська Осипа

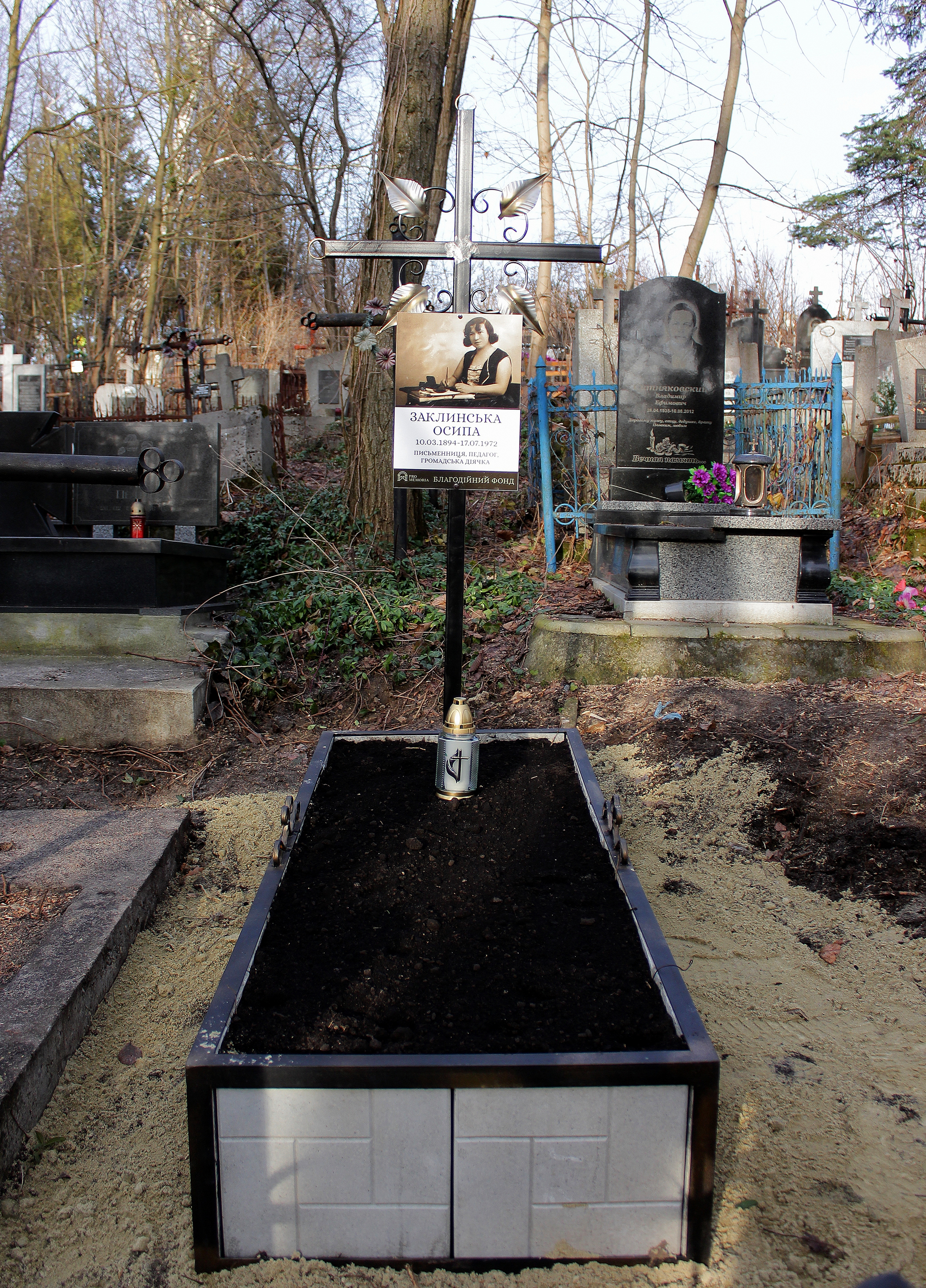

Осипа Заклинська, до шлюбу Середа; псевдоніми і криптоніми: О. З., Осипа З., Берізка (10 березня 1894, м. Станиславів (нині Івано-Франківськ) — 17 липня 1972, м. Львів) — українська педагогиня, публіцистка, дитяча письменниця, громадська діячка.

## Життєпис
Закінчила жіночий ліцей і вчительську семінарію у Станиславові, де 1913 р. склала матуру. У листопаді цього року одружилася з учителем, пізніше — відомим громадським діячем і письменником Богданом Заклинським. Одруження відбулося в Жаб'ї-Ільці, де вчителювала Осипа.
З початком війни, 1914 р., молоде подружжя виїхало в першу евакуацію до Відня, але 30 листопада 1915 р. повернулося через погіршення стану здоров'я чоловіка у Кривополе, недалеко від Жаб'я-Ільця.
Після другого наступу російських військ у липні 1916 р. О. Заклинська з двома маленькими дітьми опинилася у бараках для евакуйованих українців у Гмінді, де познайомилася з відомою поетесою Марійкою Підгірянкою, у близькій дружбі з якою провела чотири найважчих роки вигнання. Спочатку вчителювала у Кірхбергу, а після розформування таборів у Нижній Австрії 1918 р. працювала разом із Марійкою Підгірянкою в бараках для дітей-сиріт у Сватоборжицях (Моравія). Під час війни склала вчительський кваліфікаційний іспит у Львові.
Осипа Заклинська виховувала трьох дітей: Святослав (1915 р.), Олена (1916 р.) і Орися (1918 р.). Особливо важко було з маленькими дітьми на вигнанні без чоловіка, постійно не вистачало їжі.
Після утворення Чехословацької республіки 1919 р. Заклинська отримала працю учительки на Закарпатті — спочатку у с. Зарічово (разом із Марійкою Підгірянкою), а з 1920 р. — у м. Перечин. В 1920 р. було створено Перечинське товариство «Просвіта». Одними з перших активістів цього товариства були високоосвічені педагоги, серед яких Підгірянка та Осипа Заклинська. Після приїзду на Закарпаття чоловіка у 1920 р., подружжя почало працювати у Тур'я-Реметах: чоловік — в українській школі, Осипа — у словацькій. З 1922 р. Заклинські вчителювали у Великому Бичкові Рахівського повіту. Водночас у 1922—1924 рр. Осипа заочно навчалася на філологічному факультеті Ужгородського педагогічного інституту. 1923 р. склала вищий педагогічний іспит в Ужгороді. У 1925—1927 рр. проживали в Ясіню, де чоловік працював у горожанській школі, у червні 1927 р. він втратив роботу під час кампанії звільнення всіх українських учителів — вихідців із Галичини.
1927 р. Заклинські повернулися до Галичини й поселилися у Золочеві, де товариство «Рідна Школа» з 1 вересня надало Богдану Заклинському місце вчителя у народній школі ім. М. Шашкевича. Через рік при сприянні «Рідної Школи» він отримав працю у Львові. Осипа Заклинська також стала вчителювати у місті. Учительське товариство платило педагогам дуже мало, отож, коли через брак коштів була затримана платня на кілька місяців, сім'я почала бідувати.
Перебуваючи у Золочеві, Осипа Заклинська брала активну участь у громадській діяльності, працювала в жіночих організаціях; у 1929—1930 рр. працювала в присілку Журі біля села Мокротин Жовківського повіту та входила до надзірної ради організації «Взаїмна поміч українського вчительства», в якій займалася працевлаштуванням учительок. 
З 1 жовтня 1929 р. чоловіку вдалося отримати призначення на посаду вчителя у державній публічній загальній школі в Явірнику-Руському, а через рік він став завідувачем трикласної народної школи у с. П'яткова, де одержала працю і Осипа. Там вони пропрацювали 7 років, протягом яких розгорнули активну національно-просвітницьку і антиалкогольну діяльність серед українського населення, що зумовило дисциплінарні розслідування внаслідок скарг обурених польських та єврейських жителів села. У результаті 1937 р. чоловіка перевели на працю у с. Медведівці Бучацького повіту, а Осипу — до м. Монастириська. Тільки через рік він зумів домогтися праці у с. Слобідка-Горішня, яке розташоване неподалік Монастириськ.
У період радянської окупації 1939—1941 рр. Богдан Заклинський працював у середній школі Монастириськ. 1941 р. родина зазнала важкої втрати — смерть сина, який був убитий радянським солдатом під час відступу.
Під час німецької окупації Заклинські у липні 1941 р. переїхали до Львова, де і залишилися жити. З 1944 р. по 1946 р. Осипа працювала завучем початкової школи в с. Ясниська Яворівського району Львівської області. Після смерті чоловіка 1946 р. О. Заклинська проживала сама у помешканні на вул. Стефаника, часто навідувалась у відділ рукописів Львівської бібліотеки ім. В. Стефаника, де зберігається родинний архів Заклинських. 
З квітня 1946 р. до кінця 1947 р. працювала у ЛНБ ім. В. Стефаника спочатку на посаді секретарки-машиністки, пізніше — бібліотекарки відділу комплектування та обслуговування. 1946 р. за сумісництвом була лекторкою Львівського обласного лекційного бюро, в 1945 р. вступила також на третій курс заочного відділення Львівського університету (диплом про закінчення філологічного факультету ЛДУ ім. І. Франка 1949 р.) В 1948 р. була директором школи в с. В'язова Жовківського р-ну Львівської області, з 1949 р. по 1953 р. викладала в школах: № 63 м. Львова, в с. Кізлів Львівської обл.
Померла у Львові, похована на 63 полі Янівського цвинтаря. У 2024 році могилу Осипи Заклинської відновлено за сприяння БФ "Про пам'ять". 

## Освіта
Закінчила жіночий ліцей і вчительську семінарію у м. Станиславові (в 1913 р. склала матуру, в 1917 р. здала практичний учительський іспит у Львові, в 1923 р. склала вищий педагогічний іспит в Ужгороді), у 1922—1924 рр. заочно навчалася на філологічному факультеті Ужгородського педагогічного інституту, заочно закінчила філологічний факультет Львівського державного університету ім. І. Франка, вивчала німецьку мову у Віденському університеті, навчалась на курсах у Відні, студіювала косметику у Празі.

## Творчість
Осипа Заклинська — авторка оповідань «На святий вечір» і «Дзвінок» для української читанки, що вийшла друком 1931 р. Друкувала статті на педагогічні та господарські теми і куховарські рецепти у часописах: «Нова хата», «Жіноча Доля», «Учительське слово», «Українська школа» та ін., а також матеріали з методики навчання, рецензії на дитячі видання — в учительських періодичних виданнях, зокрема у часописі «Шлях Навчання та Виховання». О. Заклинська 1934 р. опублікувала рецензію на книжку Марійки Підгірянки «Гануся» (Марійка Підгірянка // Нова хата. — 1929. — С. 1–3.), у «Світі Дитини» — дві сценки: «Любов до рідної землі» та «Поміч св. Миколая». Друкувала також переклади творів для дітей (вільно володіла німецькою, польською, словацькою мовами, добре знала французьку та російську). Як активна союзянка виступала з доповідями «Культурна праця народних учительок та їх феміністичні стремління».

### Книги
- «Нова кухня вітамінова» — Львів, 1928.
- «Як добути красу та задержати молодість та здоровля» (косметичний порадник для плекання краси) — Львів; Київ; Ужгород; Чернівці, 1929.